# クリス・クーパー
クリストファー・W・クーパー（Christopher W. Cooper, 1951年7月9日 - ）は、アメリカ合衆国ミズーリ州カンザスシティ出身の俳優。

## 来歴
1951年にミズーリ州カンザスシティ生まれ。父親はアメリカ空軍の軍医で、母親は主婦だった。幼い頃より舞台に立っており、高校卒業後に入学した地元の大学ではバレエを専攻していたが、後にミズーリ大学で演技を学び、大学卒業後はニューヨークへ渡り、本格的な活動をスタートさせる。その後、ブロードウェイ、オフ・ブロードウェイの舞台にそれぞれデビューを果たした。
1985年にジョン・セイルズ監督作品で映画デビューして以来、セイルズ監督の作品によく出演している。1991年には『Thousand Pieces of Gold』で主役を演じ、徐々に頭角を現していった。1999年に出演したサム・メンデス監督の『アメリカン・ビューティー』で、ナチスを信奉する厳格な元軍人の父親を演じて注目される。それまでは、寡黙な役柄や悪役など、面持ちに合った役柄を演じていたが、2003年に出演したスパイク・ジョーンズが監督した『アダプテーション』ではそれまでのイメージを一新。どこかだらしない男臭いイメージの蘭収集家を熱演して、同年のアカデミー助演男優賞を見事受賞している。主役を演じる事こそ少ないものの、数々の作品において重厚な脇役として重要視されている。

## 私生活
1983年に女優のマリアンヌ・レオーネと結婚。息子が一人いたが、2005年に脳性小児麻痺のため亡くなっている。

## 主な出演作品

### 映画
| 公開年 | 邦題 原題                                                  | 役名                           | 備考                                                        | 吹き替え                                                               |
| ------ | ---------------------------------------------------------- | ------------------------------ | ----------------------------------------------------------- | ---------------------------------------------------------------------- |
| 1987   | メイトワン-1920 Matewan                                    | ジョー                         |                                                             |                                                                        |
| 1990   | カリブの失楽園 Thousand Pieces of Gold                     | チャーリー                     | テレビ映画 別題：コカイン・コネクション                     |                                                                        |
| 1991   | 告発弁護人 Darrow                                          | ユージーン                     | テレビ映画                                                  |                                                                        |
| 1991   | 真実の瞬間 Guilty by Suspicion                             | ラリー・ノーラン               |                                                             | 有本欽隆                                                               |
| 1991   | 希望の街 City of Hope                                      | リッグス                       |                                                             |                                                                        |
| 1992   | ベッド・オブ・ライズ/妻の告白 Bed of Lies                  | プリンス･ダニエルJr            | テレビ映画                                                  |                                                                        |
| 1993   | ボーイズ・ライフ This Boy's Life                           | ロイ                           |                                                             | 相沢正輝                                                               |
| 1995   | マネートレイン Money Train                                 | トーチ                         |                                                             | 笹岡繁蔵（ソフト版） 納谷六朗（フジテレビ版） 諸角憲一（テレビ朝日版） |
| 1996   | BOYS Boys                                                  | ジョン・ベイカー               |                                                             |                                                                        |
| 1996   | 真実の囁き Lone Star                                       | サム                           | テレビ映画                                                  |                                                                        |
| 1996   | 評決のとき A Time to Kill                                  | ドウェイン・ルーニー保安官助手 |                                                             | 品川徹（ソフト版） 千田光男（フジテレビ版）                            |
| 1997   | ブレストマン/豊胸外科医 Breast Men                         | ウィリアム・ラーソン           | テレビ映画                                                  |                                                                        |
| 1998   | 大いなる遺産 Great Expectations                            | ジョー                         |                                                             | 諸角憲一                                                               |
| 1998   | モンタナの風に抱かれて The Horse Whisperer                 | フランク・ブッカー             |                                                             | 石田圭祐                                                               |
| 1999   | 遠い空の向こうに October Sky                               | ジョン・ヒッカム               |                                                             | 菅生隆之                                                               |
| 1999   | アメリカン・ビューティー American Beauty                   | フィッツ大佐                   |                                                             | 西村知道（ソフト版） 諸角憲一（TBS版）                                 |
| 2000   | ふたりの男とひとりの女 Me, Myself & Irene                  | ガーキ警部補                   |                                                             | 若本規夫                                                               |
| 2000   | パトリオット The Patriot                                   | バーウェル大佐                 |                                                             | 稲葉実（ソフト版） 菅生隆之（テレビ東京版）                            |
| 2001   | アメージング・ハイウェイ60 Interstate 60                   | ボブ・コーディー               |                                                             | チョー                                                                 |
| 2002   | ボーン・アイデンティティー The Bourne Identity             | テッド・コンクリン             |                                                             | 菅生隆之（ソフト版） 堀勝之祐（フジテレビ版）                          |
| 2002   | アダプテーション Adaptation                                | ジョン・ラロシュ               | アカデミー助演男優賞受賞 ゴールデングローブ賞助演男優賞受賞 | 谷口節                                                                 |
| 2003   | 美しきイタリア、私の家 My House in Umbria                  | トーマス・リバースミス         | テレビ映画                                                  |                                                                        |
| 2003   | シービスケット Seabiscuit                                  | トム・スミス                   |                                                             | 牛山茂                                                                 |
| 2004   | ボーン・スプレマシー The Bourne Supremacy                  | アレクサンダー・コンクリン     |                                                             | 菅生隆之（ソフト版） 野沢那智（日本テレビ版）                          |
| 2005   | カポーティ Capote                                          | アルヴィン・デューイ           |                                                             | 原康義                                                                 |
| 2005   | ジャーヘッド Jarhead                                       | カジンスキー中佐               |                                                             | 西村知道                                                               |
| 2005   | シリアナ Syria                                             | ジミー・ポープ                 |                                                             | 大塚芳忠                                                               |
| 2007   | アメリカを売った男 Breach                                  | ロバート・ハンセン             |                                                             | 原康義                                                                 |
| 2007   | あぁ、結婚生活 Married Life                                | ハリー・アレン                 |                                                             | 小川真司                                                               |
| 2007   | キングダム/見えざる敵 The Kingdom                          | グラント・サイクス             |                                                             | 菅生隆之                                                               |
| 2009   | ニューヨーク、アイラブユー New York, I Love You            | アレックス・シモンズ           |                                                             |                                                                        |
| 2009   | かいじゅうたちのいるところ Where the Wild Things Are       | ダグラス                       | 声の出演                                                    | 多田野曜平                                                             |
| 2010   | カンパニー・メン The Company Men                           | フィル・ウッドワード           |                                                             |                                                                        |
| 2010   | ザ・タウン The Town                                        | ビッグ・マック                 |                                                             | 小川真司                                                               |
| 2010   | リメンバー・ミー Remember Me                               | ニール・クレイグ警部           |                                                             | 加藤亮夫                                                               |
| 2010   | テンペスト The Tempest                                     | アントーニオ                   |                                                             |                                                                        |
| 2011   | ザ・マペッツ The Muppets                                   | テックス・リッチマン           |                                                             | 中村秀利                                                               |
| 2012   | ランナウェイ/逃亡者 The Company You Keep                   | ダニエル・スローン             |                                                             | 谷昌樹                                                                 |
| 2013   | 8月の家族たち August: Osage County                         | チャールズ・エイケン           |                                                             | 岩崎ひろし                                                             |
| 2014   | アメイジング・スパイダーマン2 The Amazing Spider-Man 2     | ノーマン・オズボーン           | クレジットなし                                              | 小川真司                                                               |
| 2015   | 雨の日は会えない、晴れた日は君を想う Demolition            | フィル・イーストウッド         |                                                             | 立川三貴                                                               |
| 2015   | ライ麦畑で出会ったら 'Coming Through the Rye               | J・D・サリンジャー             |                                                             | 土師孝也                                                               |
| 2016   | 夜に生きる Live by Night                                   | アーヴィング・フィギス         |                                                             | 立川三貴                                                               |
| 2017   | カーズ/クロスロード Cars 3                                 | スモーキー                     |                                                             | 有本欽隆                                                               |
| 2019   | 幸せへのまわり道 A Beautiful Day in the Neighborhood       | ロイド・ヴォーゲル             |                                                             | 山岸治雄                                                               |
| 2019   | ストーリー・オブ・マイライフ/わたしの若草物語 Little Women | ミスター・ローレンス           |                                                             | 石原辰己                                                               |
| 2020   | スイング・ステート Irresistible                            | ジャック・ヘイスティングズ     |                                                             | 立川三貴                                                               |
| 2023   | ボストン・キラー 消えた絞殺魔 Boston Strangler             |                                | ポストプロダクション                                        |                                                                        |

### テレビシリーズ
| 放映年 | 邦題 原題                           | 役名                 | 備考                                                       | 吹き替え |
| ------ | ----------------------------------- | -------------------- | ---------------------------------------------------------- | -------- |
| 1988   | 特捜刑事マイアミ・バイス Miami Vice | ジミー・ハゴビッチ   | 第4シーズン第22話「消えた記憶! 裏切りのギャングサミット!」 |          |
| 1989   | ロンサム・ダブ Lonesome Dove        | ジュライ・ジョンソン | 別題：モンタナへの夢 ミニシリーズ 計4話出演                |          |
| 1996   | ロー&オーダー Law & Order           | Roy Payne            | 第6シーズン第9話「学園の傷」                               |          |
| 2016   | 11.22.63                            | アル・テンプルトン   | ミニシリーズ、計8話出演                                    |          |
| 2020   | ホームカミング Homecoming           | レナード・ガイスト   | 計7話出演                                                  | 中博史   |